# Enypia
Enypia is een geslacht van vlinders van de familie spanners (Geometridae), uit de onderfamilie Ennominae.

## Soorten
- E. coolidgi Cassino & Swett, 1923
- E. griseata Grossbeck, 1908
- E. packardata Taylor, 1906
- E. venata Grote, 1883